# 31-я гвардейская механизированная бригада
31-я гвардейская механизированная Плоештинско-Порт-Артурская ордена Богдана Хмельницкого бригада — механизированная  бригада Красной армии в годы Великой Отечественной войны.
Сокращённое наименование — 31 гв.  мбр.

## Формирование и организация
31-я гвардейская механизированная бригада преобразована из 9-й механизированной бригады на основании Приказа НКО № 0306 от 12.09.1944 г. и Директивы ГШ КА № Орг/3/313678 от 10.10.1944 г.

## Боевой и численный состав
Бригада преобразована в гвардейскую (штаты №№ 010/420 - 010/431, 010/451, 010/465):
- Управление бригады (штат № 010/420)
- 1-й мотострелковый батальон (штат № 010/421)
- 2-й мотострелковый батальон (штат № 010/421)
- 3-й мотострелковый батальон (штат № 010/421)
- Минометный батальон (штат № 010/422)
- Артиллерийский дивизион (штат № 010/423)
- Рота ПТР (штат № 010/424)
- Рота автоматчиков (штат № 010/425)
- Разведывательная рота (штат № 010/426)
- Рота управления (штат № 010/427)
- Рота техобеспечения (штат № 010/428)
- Инженерно-минная рота (штат № 010/429)
- Автомобильная рота (штат № 010/430)
- Медико-санитарный взвод (штат № 010/431)
- Зенитно-пулеметная рота (штат № 010/451)
- 85-й гвардейский танковый полк (штат № 010/465) - бывший 46-й тп

## Подчинение
Периоды вхождения в состав Действующей армии:
- с 12.09.1944 по 11.05.1945 года.
- с 09.08.1945 по 03.09.1945 года.

| Дата            | Фронт (округ)        | Армия                          | Корпус                                  | Дивизия | Бригада | Примечания |
| --------------- | -------------------- | ------------------------------ | --------------------------------------- | ------- | ------- | ---------- |
| 01.11.1944 года | 2-й Украинский фронт | 6-я гвардейская танковая армия | 9-й гвардейский механизированный корпус |         |         |            |
| 01.12.1944 года | 2-й Украинский фронт | 6-я гвардейская танковая армия | 9-й гвардейский механизированный корпус |         |         |            |
| 01.01.1945 года | 2-й Украинский фронт | 6-я гвардейская танковая армия | 9-й гвардейский механизированный корпус |         |         |            |
| 01.02.1945 года | 2-й Украинский фронт | 6-я гвардейская танковая армия | 9-й гвардейский механизированный корпус |         |         |            |
| 01.03.1945 года | 2-й Украинский фронт | 6-я гвардейская танковая армия | 9-й гвардейский механизированный корпус |         |         |            |
| 01.04.1945 года | 2-й Украинский фронт | 6-я гвардейская танковая армия | 9-й гвардейский механизированный корпус |         |         |            |
| 01.05.1945 года | 2-й Украинский фронт | 6-я гвардейская танковая армия | 9-й гвардейский механизированный корпус |         |         |            |
| 01.08.1945 года | Забайкальский фронт  | 6-я гвардейская танковая армия | 9-й гвардейский механизированный корпус |         |         |            |
| 01.09.1945 года | Забайкальский фронт  | 6-я гвардейская танковая армия | 9-й гвардейский механизированный корпус |         |         |            |

## Командиры

### Командиры бригады
- Селезнев, Кузьма Фёдорович, полковник, с 08.09.1945 генерал-майор. с 12.09.1944 по 00.10.1945 года.[1]

### Начальники штаба бригады
- Обатуров, Геннадий Иванович, подполковник. 12.09.1944 - 00.10.1944 года.[2]
- Горшков Иван Ерастович, подполковник, 25.09.1944 - 00.02.1945 года.[3]
- Лермонтов Михаил Петрович, майор, 00.02.1945 - 00.10.1945 года.[4]

### Заместитель командира бригады по строевой части
- Пахомов Александр Михайлович, полковник, 00.01.1945 - 00.10.1945 года.[5]

## Боевой путь

### 1944
С 18.10 по 26.10.1944 года 31-я гвардейская мехбригада в составе 9-го мехкорпуса вела наступательные бои в районах: Кушуй- Салаш, Терексент Миклош, Балла, Сольнок.
С 27.10 по 4.12.1944 года бригада в составе мехкорпуса 6-й Гвардейской Танковой Армии была выведена в резерв 2-го Украинского фронта, дислоцировалась в районах: Киба, Кишуй- Салаш, Кадьката, Сент- Мартонката, Формош, Хатван Карчан.
С 5.12 по 20.12.1944 года бригада в составе мехкорпуса из района Хатван наступала в направлении: Херед, Ноград, Дионшиене, Дрегель, Паланк, Шахты и с 21 по 25 декабря 1944 года вела оборонительные бои в районе: Томпа,
С 26.12 по 28.12.1944 года вела наступательные бои в направлении: Естергом.

### 1945
С 29.12 по 4.1.1945 года бригада в составе мехкорпуса была выведена из боя и дислоцировалась в районе: Модаровце, Домадице, г. Семеровце, Харватице, где приводила себя в порядок.
С 5.1 по 17.1.1945 года бригада участвовала в разгроме группировки противника в районе г. Комарно и с 18.1 по 21.1.1945 года вела оборонительные бои в районе: Моча, Карва.
С 25.1 по 9.3.1945 года бригада в составе мехкорпуса была выведена из боя в резерв 2-го Украинского фронта, дислоцировалась в районах: Двомро, Илле, Мочлод, Ечер, Демандице, Саздице, Гоковце, г. Семеровце.
С 10.3 по 17.3.1945 года бригада в составе мехкорпуса, 6-й Гвардейской Танковой Армии, подчиненная 3-му Украинскому фронту дислоцировалась в районах: северная окраина города Будапешт, Чаквар, Гурды, Фольше /Резерв 3-го Украинского фронта/.
С 18.3 по 13.4.1945 года бригада в составе мехкорпуса наступала в направлении: Хаймашкер, Марно, Зигрез, Веспрем, Папа, Целлдемлек, Кесег, Винер- Нойштадт, Баден, г. Вена.
С 14.4 по 16.4.1945 года бригада в составе мехкорпуса вышла в резерв 3-го Укр. фронта.
17.4.1945 года бригада в составе мехкорпуса, 6-й Гвардейской Танковой Армии, вошла в подчинение 2-го Украинского фронта и с 19 апреля по 11 мая 1945 года вела наступательные бои в районах: Дриголец, город Брно, Вышков, Бродск, Желеч, Добромилице, 
С 5.5 по 7.5.1945 года бригада в составе мехкорпуса дислоцировалась в районе: Шаквице, Старовични, где приводила себя в порядок.
С 8.5 по 12.5.1945 года бригада была выведена в резерв 9-го гвардейского механизированного корпуса, дислоцировалась в районе Старовични.
С 12.5 по 9.6.1945 года бригада в составе мехкорпуса вышла в резерв 2-го Украинского фронта, дислоцировалась в районе: Рожмитал, Брезнице, Вемин, где доукомлектовывалась.
С 10.6 по 7.8.1945 года бригада в составе мехкорпуса по железной дороге переброшена до ст. Баин-Тумен, после разгрузки и совершения 300 км сосредоточилась в районе: Тамцак- Булак, где вошла в подчинение Забайкальского фронта.
С 9.8 по 31.8.1945 года бригада в составе мехкорпуса, 6-й Гв. ТА, участвовала в наступательной операции в полосе Забайкальского фронта в направлении: Баин-Хошун-Сумэ, Ютото, ст. Кн-Цун-Чжарод, Таруханванфлу, Ляоян, Чжаньу Мукден, Дайрен, Порт- Артур.
После 31 августа 1945 года 31-я гвардейская механизированная Плоештинская бригада, боевых действий не вела.

## Отличившиеся воины
| Награда | Ф. И.О                      | Должность                                                                                      | Звание                  | Дата награждения | Примечания |
| ------- | --------------------------- | ---------------------------------------------------------------------------------------------- | ----------------------- | ---------------- | ---------- |
|         | Салосин, Николай Алексеевич | командир орудийного расчёта дивизиона 31 гвардейской механизированной бригады                  | гвардии сержант         |                  |            |
|         | Тимошенко, Иван Архипович   | механик-водитель танка 85 гвардейского танкового полка 31 гвардейской механизированной бригады | гвардии старший сержант |                  |            |

## Награды и наименования
| Награда, наименование                  | Документ о награждении                                                           | За что получена |
| -------------------------------------- | -------------------------------------------------------------------------------- | --- |
| Почётное звание «Гвардейская»          | присвоено приказом НКО СССР                                                      | |
| Почётное наименование «Плоештинская»   | присвоено приказом Верховного главнокомандующего                                 | |
| Почётное наименование «Порт-Артурская» | присвоено приказом Верховного главнокомандующего № 0162 от 20 сентября 1945 года | за отличие в боях против японских войск на Дальнем Востоке при прорыве Джалайнурского и Халун-Аршанского укрепленных районов, форсировании горного хребта Большой Хинган и овладении городами Мукден, Чаньчунь, Порт- Артур. |
| Орден Богдана Хмельницкого II степени  | награждена указом Президиума Верховного Совета СССР от 26 апреля 1945 года       | За образцовое выполнение заданий командования в боях с немецкими захватчиками при овладении городами Секешфехервар, Мор, Зирез, Веспрем, Эньинг и проявленные при этом доблесть и мужество                                   |